# Антонов, Александр Анатольевич
Александр Анатольевич Антонов (род. 6 июля 1958, Болшево, Московская область) — советский и российский футболист, нападающий, футбольный тренер.

## Биография
Воспитанник подмосковного футбола, тренер в Люберцах — Владимир Иванович Хазов. В начале взрослой карьеры несколько лет играл в чемпионате Московской области за «Торпедо» (Люберцы), становился победителем турнира. В 1980 году перешёл в «Торпедо» (Кокчетав), выступавшее во второй лиге, спустя сезон был замечен руководством ведущей команды республики — «Кайрата», но сыграл за команду из Алма-Аты только два матча в турнире дублёров, забив в них один гол.
В 1980-е годы выступал за различные клубы первой и второй лиг чемпионата СССР. Четыре сезона провёл в кемеровском «Кузбассе», в 1984 году стал лучшим бомбардиром своего клуба с 16 голами, обогнав своего партнёра по линии атаки знаменитого Виталия Раздаева. Пробовал силы в «Роторе» и «Ростсельмаше», но закрепиться в командах не смог, проведя в каждой из них по половине сезона.
В 1989 году стал лучшим бомбардиром клуба «Ока» (Коломна), забив 21 гол. В 1990 году в составе «Оки» и «Асмарала» забил 20 мячей. С «Асмаралом» в 1990 году стал победителем зонального турнира второй низшей лиги, в 1991 году — второй буферной лиги.
После распада СССР недлгое время играл в низших дивизионах Германии и Финляндии, а также в подмосковных командах второй и третьей лиг. В 1993 году вошёл в десятку лучших бомбардиров своей зоны второй лиги с 18 голами, а в 1994 году, забив 28 мячей, стал вторым в споре бомбардиров в третьей лиге.
Всего за карьеру на уровне профессионалов (мастеров) сыграл более 470 матчей и забил более 180 голов, в том числе в первой лиге СССР — 171 матч и 47 голов. Сыграл более 20 матчей в Кубках СССР и России, в том числе выходил на поле в играх против команд высшей лиги — ереванского «Арарата» и московского «Локомотива».
Окончил МОГИФК (1980).
Со второй половины 1990-х годов работает тренером, возглавлял различные команды второго дивизиона России. В 2006—2007 годах работал в Белоруссии, с командой «Динамо-Белкард» одержал победу в турнире второй лиги. Также неоднократно работал с детско-юношескими командами.
В 2018 году работал главным тренером Академии имени Ю. В. Гаврилова, одновременно тренировал любительскую команду «Люберцы». 12 января 2020 года стал тренером в «Крымтеплице» из премьер-лиги КФС.